# البلديخو (سيوداد ريال)
بلدية البُلَيطة أو البلاط أو (نقحرة: البلديخو) (بالإسبانية: Albaladejo)‏، هي إحدى بلديات مقاطعة ثيُداد ريال إحدى مقاطعات إسبانيا، والتي تقع في منطقة قشتالة والمنشف وسط إسبانيا.
يبلغ عدد سكانها 1.488 نسمة وفقاً لإحصائية سنة (2007).